# Australargyria fulvinotellus
Australargyria fulvinotellus är en fjärilsart som beskrevs av George Francis Hampson 1919. Australargyria fulvinotellus ingår i släktet Australargyria och familjen Crambidae. Inga underarter finns listade i Catalogue of Life.